# Доктор Џекил и господин Хајд (филм из 1931)
Доктор Џекил и господин Хајд (енгл. Dr. Jekyll and Mr. Hyde) је амерички хорор филм из 1931. године, режисера и продуцента Рубена Мамулјана, са Фредриком Марчом у главној улози. Филм је снимљен по истоименој новели Роберта Луиса Стивенсона, о научнику благе нарави и лепих манира који проналази напитак који га претвара у окрутног, убилачки настројеног манијака.
Филм је по објављивању остварио критички и комерцијални успех. Марч је за своју улогу награђен Оскаром за најбољег главног глумца, док је сам филм био номинован у категоријама за најбољи адаптирани сценарио и најбољу фотографију.

## Радња
Хенри Џекил, љубазни енглески доктор из викторијанског Лондона, убеђен је да у сваком човеку вребају импулси и за добро и за зло. Очајнички је заљубљен у своју вереницу Мјуријел Кару и жели да се што пре венчају. Међутим, њен отац, бригадни генерал сер Денверс Кару, захтева да не пренагљују са датумом венчања. Једне ноћи, док се враћа кући са својим колегом, др Џоном Ленјоном, Џекил угледа како певачицу из бара, Ајви Пирсон, напада мушкарац испред њеног пансиона. Џекил отера нападача и односи Ајви у њену собу. Ајви покушава да заведе Џекила, али, иако је у искушењу, он одлази са Ленјоном.
Када сер Денверс поведе Мјуријел у Бат, Џекил почиње да експериментише са лековима за које верује да ће ослободити његову злу страну. Након што попије једну мешавину, трансформише се у Едварда Хајда — импулсивног, садистичког, насилног и неморалног човека који подвлађује свакој својој жељи. Хајд проналази Ајви у мјузикхолу где она ради и тамо јој нуди финансијску подршку у замену за њено друштво. Они остају у њеном пансиону где је Хајд силује и психолошки је манипулише. Када у новинама прочита да сер Денверс и Мјуријел планирају да се врате у Лондон, Хајд напушта Ајви, али јој прети да ће се вратити кад се најмање буде надала.
Обузет кривицом, Џекил шаље 50 фунти Ајви. По савету своје газдарице, Ајви одлази код др Џекила и препознаје га као човека који ју је оне ноћи спасио од напада. У сузама је док му прича о својој ситуацији са Хајдом, а Џекил је уверава да више никада неће видети Хајда. Међутим, следеће ноћи, док је ишао на забаву код Мјуријел на којој је требало да се објави датум венчања, Џекил се поново претвара у Хајда када угледа мачку како лови и убија птицу. Уместо да оде на забаву, Хајд одлази у Ајвину собу и убија је.
Хајд се враћа у Џекилову кућу, али му батлер не дозвољава да уђе. Очајан, Хајд пише писмо Ленјону у којем му наређује да узме одређене хемикалије из Џекилове лабораторије и донесе их његовој кући. Када Хајд стигне, Ленјон упери пиштољ у њега и захтева да га одведе код Џекила. Немајући другог избора, Хајд пије напитак и трансформише се назад у Џекила пред шокираном Ленјоном.
Свестан да не може да контролише трансформације, Џекил одлази у кућу породице Кару и раскида веридбу са Мјуријел. Након што оде, он стоји на тераси и посматра Мјуријел како плаче. Ово изазива још једну трансформацију, и као Хајд улази у кућу и напада Мјуријел. Сер Денверс покушава да га заустави, али га Хајд пребија до смрти Џекиловим штапом, а затим бежи назад у своју лабораторију, где поново узима напитак и претвара се у Џекила.
Ленјон препознаје сломљени штап који је остављен на месту злочина и доводи полицију у Џекилову кућу. Џекил им каже да је Хајд већ отишао, али Ленјон тврди да су Џекил и Хајд једна иста особа. Стрес изазива још једну трансформацију у бесног Хајда, и након жестоке борбе, полиција пуца у Хајда. На самрти, он се поново претвара у Џекила.

## Улоге
| Глумац          | Улога                           |
| --------------- | ------------------------------- |
| Фредрик Марч    | др Хенри Џекил / г. Едвард Хајд |
| Миријам Хопкинс | Ајви Пирсон                     |
| Роуз Хобарт     | Мјуријел Кару                   |
| Холмс Херберт   | др Џон Ленјон                   |
| Халивел Хобс    | сер Денверс Кару                |
| Едгар Нортон    | Пул                             |
| Темпе Пигот     | госпођа Хокинс                  |
| Арнолд Луси     | Атерсон                         |